# 黛比·富勒
黛比·富勒（英語：Debbie Fuller，1966年6月24日—），加拿大女子跳水运动员。她曾代表加拿大参加1987年泛美运动会跳水比赛，获得一枚铜牌。她也曾参加1984年和1988年夏季奥运会。